# Nakaigetergehè
Nakaigetergehè (Naquetagué, Nacaiguetergehé, Kakaikétergehe, Nakaiketergehe i Nakikergěhe), u 18. i 19. stoljeću jedna od glavnih skupina Abipóna s Gnran Chaca. Ime im znači 'šumski narod' ili "gente del bosque". Jezično su im bili najslićniji Riikahè.

## Vanjske poveznice
- "Entre los Abipones del Chaco"  Arhivirana inačica izvorne stranice od 19. ožujka 2008. (Wayback Machine)